# Бруно Мюллер
Бруно Мюллер (нім. Bruno Müller; 13 вересня 1905, Страсбург — 1 березня 1960, Ольденбург) — німецький юрист, доктор юридичних наук, оберштурмбаннфюрер СС. Співробітник СД і гестапо.

## Життєпис
У 1931 році вступив в НСДАП.  З 1933-1934 роках був мером міста Нордернай. У 1935 році став керівником гестапо в Ольденбурзі. У 1937 році зайняв аналогічну посаду в Вільгельмсгафені.
З початку Польської кампанії очолив айнзатцкоманду 2, що входила до складу айнзатцгрупи 1. У другій половині вересня 1939 року командування розташовувалася в районі Ярослава на річці Сян. Армійський командир віддав наказ Мюллеру погнати євреїв через річку Сян в східні райони Польщі, зайняті Червоною армією. Також у вересні і жовтні того ж року підрозділ діяло в районі Бельсько-Бялої й Ряшева. 6 листопада 1939 року організував арешт 183 професорів Ягеллонського університету в Кракові. Всі вони були відправлені в концтабори Заксенгаузен і Дахау. З 20 листопада по грудень 1939 - командир поліції безпеки і СД в Кракові. У 1940 році служив в СД в Нідерландах. З жовтня 1940 по травень 1941 був керівником реферату III B4 (Імміграція і переселення) в РСХА. У липні 1941 року був призначений командиром зондеркоманди 11b. На початку серпня 1941 року підрозділ ліквідував 155 осіб в місті Бендери. На слуханні в прокуратурі 11 травня 1962 колишній оберштурмбанфюрер Йоганнес Шлуппер описав інцидент, коли Мюллер застрелив дворічну дівчинку і її матір. Очолював підрозділ до жовтня 1941 року. У грудні став керівником гестапо в Штеттині. У 1943 році був керівником поліції безпеки і СД на Волині. Очолював айнзацкоманду у складі айнзацгрупи E в Хорватії. У травні 1944 року очолив поліцію безпеки і СД в Руані, в жовтні - в Празі. Потім недовго обіймав посаду керівника поліції безпеки і СД в Кілі. На цій посаді відповідав за табір Нордмарк.
У 1947 році був засуджений до 20 років тюремного ув'язнення за його роль в злочинах, скоєних в трудовому таборі Нордмарк, де в період з травня 1944 і до кінця війни загинуло 500 ув'язнених. У вересні 1953 роки був достроково звільнений. Потім працював економістом зі страхування.

## Нагороди[4]
- Медаль «За вислугу років у НСДАП» в бронзі (10 років) (1941)
- Медаль «За вислугу років у СС» 4-го, 3-го і 2-го класу (12 років)
- Хрест Воєнних заслуг 2-го класу з мечами